# Ulrich Borowka
Ulrich Ernst Borowka, detto Uli (Menden, 19 maggio 1962), è un allenatore di calcio ed ex calciatore tedesco.
Difensore versatile, in grado di adattarsi anche a centrocampo, aveva buone doti fisiche e agonistiche ma scarse capacità tecniche. Dotato di un tiro molto forte, in carriera ha segnato un buon numero di gol nonostante la posizione arretrata.

## Carriera
Iniziò la carriera da professionista nel 1980 con la maglia del DSC Wanne-Eickel per poi passare l'anno seguente al Borussia Mönchengladbach, dove rimase per cinque anni. Il suo nome è comunque legato principalmente al Werder Brema dove rimase per 10 anni (dal 1986 al 1996) vincendo due volte la Bundesliga, due volte la Coppa di Germania, tre volte la Supercoppa di Germania e una Coppa delle Coppe.
A 34 anni, ormai a fine carriera, lasciò il Werder per passare prima al Tasmania Gropiusstadt poi all'Hannover 96. Nel 1997 fu il primo tedesco a giocare nel campionato polacco con la maglia del Widzew Łódź. Anche questa esperienza fu breve, e nel 1998 dopo solo 8 presenze andò a giocare la sua ultima stagione da professionista nel FC Oberneuland.

## Palmarès

### Giocatore

#### Club

##### Competizioni nazionali
- Campionato tedesco: 2

Werder Brema: 1987-1988, 1992-1993
- Coppa di Germania: 2

Werder Brema: 1990-1991, 1993-1994
- Supercoppa di Germania: 3

Werder Brema: 1988, 1993, 1994

##### Competizioni internazionali
- Coppa delle Coppe: 1

Werder Brema: 1991-1992